# Isaac T. Parker
Isaac Thomas Parker (* 27. September 1849; † 6. März 1911) war ein US-amerikanischer Politiker. Zwischen 1905 und 1909 war er Vizegouverneur des Bundesstaates Delaware.

## Werdegang
Über Isaac Parker gibt es kaum verwertbare Quellen. Weder sein Geburts- noch sein Sterbeort sind überliefert. Auch über seine Schulausbildung und seinen Werdegang jenseits der Politik ist nichts bekannt. Er lebte zumindest einige Zeit lang im Staat Delaware und war Mitglied der Republikanischen Partei. Im Jahr 1904 wurde er an der Seite von Preston Lea zum Vizegouverneur von Delaware gewählt. Dieses Amt bekleidete er zwischen Januar 1905 und Januar 1909. Dabei war er Stellvertreter des Gouverneurs und Vorsitzender des Staatssenats.